# Euthynnus affinis
Euthynnus affinis és una espècie de peix de la família dels escòmbrids i de l'ordre dels perciformes que es troba a l'Índic i al Pacífic occidental.
Els mascles poden assolir els 100 cm de longitud total i els 14 kg de pes.